# Michal Mycio
Michal Mycio [michal micijo] (9. srpna 1924 Humenné – 28. července 2009 tamtéž) byl slovenský fotbalový útočník a trenér. Jeho synovec Pavol Mycio byl rovněž prvoligovým fotbalistou.

## Hráčská kariéra
V československé lize hrál za Jednotu Košice a Vítkovické železárny. Vstřelil jednu prvoligovou branku.

### Prvoligová bilance
| Ročník          | Zápasy | Góly | Minuty | Klub                 |
| --------------- | ------ | ---- | ------ | -------------------- |
| I. liga 1947/48 | –      | 0    | –      | Jednota Košice       |
| I. liga 1952    | –      | 1    | –      | Vítkovické železárny |
| CELKEM I. LIGA  | –      | 1    | –      |                      |

## Trenérská kariéra
Po skončení hráčské kariéry se stal trenérem, vedl mj. Humenné.